# 中国人民解放军军士证
中国人民解放军军士证，前称中国人民解放军士官证，是中国人民解放军军士的身份证件。

## 简介
1988年5月22日，经中央军委批准，中国人民解放军总参谋部根据中华人民共和国国务院《中华人民共和国居民身份证试行条例》的精神，下发了《关于制发〈中国人民解放军士兵证〉的通知》，就中国人民解放军士兵证的相关问题进行了明确。该《通知》的主要精神包括：

- （一）士兵证是中国人民解放军现役士兵的身份证件，具有法律效力。
- （二）士兵证由总参谋部统一制发，团或相当于团以上单位司令机关（或行政管理部门）负责签发、登记、收缴、注销、销毁等管理事宜。
- （三）新兵入伍取得军籍并被授予军衔后，发给士兵证。士兵退出现役、提升为军官、被除名、开除军籍和亡故，士兵证一律收缴，由发证机关注销、销毁。士兵调动后，由新单位更换证芯。
- （四）士兵证应随身携带，妥为保管，防止遗失和损坏。如遗失，应立即报告发证机关，并积极寻找。确属遗失的，由本人写出检查，其所在连以上单位申请，发证机关予以补发。士兵证严禁转借、涂改和伪造，违反规定者要根据情节轻重和造成的影响，严肃处理。
- （五）士兵探亲、出差、购买车、船、飞机票和住旅馆需要身份证明时，凭士兵证和“军人通行证”。

该《通知》还就中国人民解放军士兵证的填写进行了说明，例如“持证人职务、军衔如有变动，由连以上单位续填，并加盖批准首长印章。义务兵选取为士官或士官晋升后，如士兵证过期应换發新的士兵证，如没有过期可不换發新的士兵证，在军衔栏填写新的军衔并加盖批准首长印章即可。 ”
中国人民解放军士兵证的号码是七位数，自左至右的前两位数是军级单位编号，其他五位数是中国人民解放军士兵证序号，由各大单位自行编排。号码前应当冠以各大单位的“冠字”头，例如沈阳军区为“沈字第0100000号”。中国人民解放军士兵证的内芯和封皮应配套使用。
中国人民解放军士兵证是中国内地有效身份证件之一。
2016年7月1日，中国人民解放军正式换发启用2016式《中国人民解放军义务兵证》、《中国人民解放军士官证》、《中国人民解放军文职人员证》、《中国人民解放军职工证》，四证均由中央军事委员会政治工作部兵员和文职人员局监制。自此，之前的《中国人民解放军士兵证》被《中国人民解放军义务兵证》、《中国人民解放军士官证》取代。
《士官证》证件号码统一采取“士”冠字头加数字的编码形式，证件编号与存留档案的《士兵登记表》唯一编号一致，新增加密二维码，封皮颜色为正红色，背面凹烫“中央军委政治工作部兵员和文职人员局监制”字样。
2022年9月1日，中国人民解放军换发启用《中国人民解放军军士证》、《中国人民解放军军士退休证》，原解放军士官持有的《士官证》换发为《军士证》。背面改为凹烫“中央军委政治工作部监制”字样。